# Buceros
Buceros es un género de aves bucerotiformes de la familia Bucerotidae propias de la región indomalaya.

## Especies
Se reconocen las siguientes especies:
- Buceros bicornis Linnaeus, 1758 - cálao bicorne
- Buceros hydrocorax Linnaeus, 1766 - cálao filipino grande
- Buceros rhinoceros Linnaeus, 1758 - cálao rinoceronte